# Kəlbəcəri járás
A Kəlbəcəri járás (azeri nyelven: Kəlbəcər rayonu) Azerbajdzsán egyik járása. Székhelye Kəlbəcər.

A Kəlbəcəri járás elhelyezkedése Azerbajdzsánban

A járás egy része Hegyi-Karabahban található.

## Népesség
- 1999-ben 66 211 lakosa volt, melyből 55 082 azeri, 9 794 örmény, 1 248 kurd, 45 török, 14 orosz, 9 lezg, 9 ukrán, 4 zsidó, 3 tatár.
- 2009-ben 80 769 lakosa volt, melyből 70 895 azeri, 9 794 örmény, 38 kurd, 33 orosz.